# Ліпник архітектурних деталей
Ліпник архітектурних деталей (Ліпник електрокерамічних виробів, Ліпник скульптурного виробництва) — робітнича професія.

## Робітники цієї професії, в залежності від розряду, повинні знати і вміти

### 2-й розряд
Завдання та обов'язки:
Виконує найпростіші роботи під час виготовляння, встановлювання та ремонту ліпних архітектурних деталей.
Повинен знати:
Види основних матеріалів, що застосовуються під час виготовлення моделей та ліпних архітектурних деталей; способи приготування клею, формопласту, скульптурної глини та гіпсових розчинів.
Кваліфікаційні вимоги:
Базова або неповна базова загальна середня освіта. Одержання професії безпосередньо на виробництві. Без вимог до стажу роботи.
Приклади робіт:
Варіння клею та формопласту. Приготування скульптурної глини. Приготування за заданим складом розчинів, мастил та паперово-клейової маси (пап'є-маше). Заготовляння арматури, клоччя та дранки. Знімання (без зберігання) ліпних архітектурних деталей із зачищанням основ.

### 3-й розряд
Завдання та обов'язки:
Виконує прості роботи під час виготовляння, установлювання та ремонту ліпних архітектурних деталей.
Повинен знати:
Основні властивості матеріалів, що застосовуються в роботі; будову гіпсових (кускових) та еластичних форм; способи підготовки невеликих глиняних моделей для знімання з них чорнових форм; способи виготовляння форм.
Кваліфікаційні вимоги:
Повна або базова загальна середня освіта. Професійно-технічна освіта без вимог до стажу роботи або одержання професії безпосередньо на виробництві, підвищення кваліфікації і стаж роботи ліпником архітектурних деталей 2 розряду не менше 1 року.
Приклади робіт:
Виготовляння форм за гіпсовими моделями для невеликих плоских ліпних архітектурних деталей з гладкою поверхнею або простим орнаментом. Виготовляння чорнових форм з глиняних або пластилінових моделей і відливання в цих формах гіпсових моделей або їх частин зі зніманням форм. Виготовляння гіпсових або цементних кускових форм. Виготовляння клейових або формопластових еластичних форм. Відливання та відбивання всіх розмірів гіпсових та цементних плоских й невеликих об'ємних виробів та ліпних архітектурних деталей з гладкою поверхнею або простим орнаментом. Набивання невеликих плоских виробів з паперово-клейової маси з гладкою поверхнею або простим орнаментом. Установлювання невеликих плоских виробів й ліпних архітектурних деталей з гладкою поверхнею або простим орнаментом. Знімання ліпних архітектурних деталей невеликих розмірів з простим орнаментом і зберігання їх для відливання форм. Зачищання плоских виробів і ліпних архітектурних деталей з простим орнаментом.

### 4-й розряд
Завдання та обов'язки:
Виконує роботи середньої складності під час виготовляння, встановлювання та ремонту ліпних архітектурних деталей.
Повинен знати:
Будову комбінованих форм з гіпсу й клею, гіпсу й формопласту, гіпсу й деревини; вимоги до якості виробів і ліпних архітектурних деталей; способи підготування великих глиняних моделей для знімання з них чорнових форм.
Кваліфікаційні вимоги:
Повна або базова загальна середня освіта. Професійно-технічна освіта. Підвищення кваліфікації. Стаж роботи ліпником архітектурних деталей 3 розряду не менше 1 року.
Приклади робіт:
Виготовляння форм з гіпсових моделей для відливання виробів та ліпних архітектурних деталей. Установлювання плоских виробів великого розміру й ліпних архітектурних деталей з гладкою поверхнею або з простим орнаментом, невеликих — з орнаментом середньої складності або складним. Установлювання об'ємних невеликих виробів з гладкою поверхнею або простим орнаментом та виробів великого розміру з гладкою поверхнею. Виготовляння комбінованих форм. Відливання, відбивання та набивання виробів та ліпних архітектурних деталей усіх видів. Обробляння виробів усіх видів. Знімання ліпних архітектурних деталей із складним орнаментом або громіздких зі збереженням їх для відливання форм.

### 5-й розряд
Завдання та обов'язки:
Виконує складні роботи під час виготовляння, встановлювання та ремонту ліпних архітектурних деталей.
Повинен знати:
Способи розмітки, що застосовуються під час складного опоряджування приміщень та фасадів ліпними виробами.
Кваліфікаційні вимоги:
Повна або базова загальна середня освіта. Професійно-технічна освіта. Підвищення кваліфікації. Стаж робота ліпником архітектурних деталей 4 розряду не менше 1 року.
Приклад робіт:
Виготовляння чорнових форм з глиняних і пластилінових моделей, відливання в чорнових формах гіпсових моделей або їх частин. Виготовляння гіпсових кускових, комбінованих й еластичних форм. Установлювання виробів, не зазначених у прикладах робіт 3 та 4 розрядів.

## Характеристика невеликих виробів
До невеликих плоских виробів належать:
Літери накладні висотою до 500 мм, вінки діаметром до 500 мм, вентиляційні решітки площею до 0,5 кв. м, герби висотою до 500 мм, гірлянди довжиною (по обгину) до 750 мм, картуші з найбільшим виміром до 500 мм, листи довжиною до 750 мм, маски-замки висотою до 500 мм, лінійні вироби (гладкі — сума висоти та виступу, рельєфні — висота, опуклі — висота по обгину) до 500 мм, розетки (круглі — діаметр, елептичні — півсума головних осей, ромбічні — півсума діагоналей) до 500 мм, тригліфи висотою до 750 мм, емблеми круглі діаметром до 500 мм, емблеми портальні площею до 0,5 кв. м.
До невеликих об'ємних виробів належать:
Вази висотою (без плити) до 250 мм, балясини висотою до 750 мм, вази з найбільшим виміром до 500 мм, капітелі висотою до 250 мм, краплі поштучні висотою до 500 мм, кронштейни з найбільшим виміром до 500 мм, модульйони з найбільшим виміром до 500 мм, поручні довжиною до 1000 мм, сухарі поштучні висотою до 500 мм, тятиви довжиною до 1000 мм, шишки висотою до 500 мм. Вироби, розміри яких перевищують вищезазначені, належать до виробів великого розміру.

## Заклади підготовки спеціалістів ліпників
Спеціалістів цієї професії готують у вищих професійних училищах майже всіх міст України. Наприклад, у Києві — Вище професійне училище № 26, у Чернівцях — Вище професійне художнє училище № 5.